# Майское (Ахтырский район)
Майское (укр. Майське) — село, Кириковская поселковая община, Ахтырский район, Сумская область, Украина.
Код КОАТУУ — 5921285803. Население по переписи 2001 года составляло 116 человек.

## Географическое положение
Село Майское находится на левом берегу реки Рябинка в месте впадения в неё реки Берёзовка, выше по течению примыкает село Воскресеновка, ниже по течению на расстоянии в 1,5 км расположено село Яблочное. Рядом проходит железная дорога, станция Спицин.